# Nemoria coruscula
Nemoria coruscula là một loài bướm đêm trong họ Geometridae.